# Gökçe Akyıldız

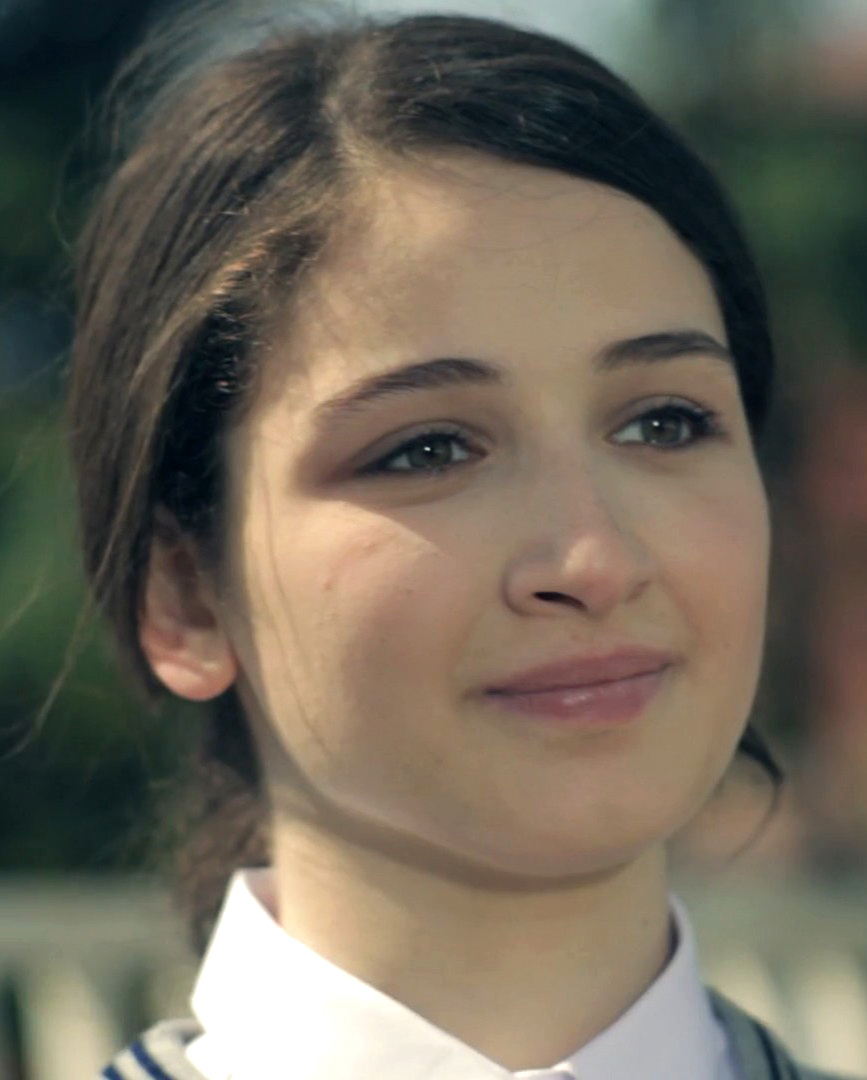
Gökçe Akyıldız, 2013

Gökçe Akyıldız (* 30. Oktober 1992 in Sinop) ist eine türkische Schauspielerin. Sie spielte in verschiedenen Filmen und Serien wie Hayat Devam Ediyor, Medcezir, Fatih Harbiye und Kırgın Çiçekler.

## Karriere
Akyıldız ist am 30. Oktober 1992 in Sinop geboren. Sie ist dritte von vier Geschwistern. Ihre Zwillingsschwester Gözde Akyıldız war eine Kinderschauspielerin. Ihr Interesse an der Schauspielerei zeigte Akyıldız im Alter von fünf Jahren. 2002 trat sie in ihrem ersten Kinoauftritt in dem Film Bir Tutam Baharat als Saime auf.
Später spielte sie unter anderem in Serien wie Sırlar Dünyası, Büyük Buluşma, Beşinci Boyut, Zeynep. und Ezo Gelin.
Sie setzte ihre Karriere fort in den Fernsehserien Parmaklıklar Ardında, Gazi und Kollama. Ihr Durchbruch gelang 2011 in den Serien Hayat Devam Ediyor, Kötü Yol und Bizim Okul.
2013 spielte sie die Figur Aslı in der Sendung Fatih Harbiye. 2014 endete die Serie. Im Kanal ATV hat sie in der Serie Kırgın Çiçekler gespielt, die am 12. März 2018 beendet wurde. In der Türkei machte sie 2016 Werbung für den Hersteller Lipton.

## Filmografie
Filme
- 2002: Zimt und Koriander
- 2009: Konak

Fernsehserien
- 2003: Büyümüş de Küçülmüş
- 2003: Çınaraltı
- 2004–2006: Büyük Buluşma
- 2004: Sahra
- 2005: Zeynep
- 2005: Beşinci Boyut
- 2006: Ezo Gelin
- 2007: Parmaklıklar Ardında
- 2008: Gazi
- 2008–2010: Kollama
- 2011–2012: Hayat Devam Ediyor
- 2012: Kötü Yol[15]
- 2013: Bizim Okul
- 2013–2014: Fatih Habiye
- 2015–2018: Kırgın Çiçekler[16]
- 2021–2022: Elkızı
- 2022: Seni Kalbime Sakladım